# Brykia ferruginea
Brykia ferruginea är en fjärilsart som beskrevs av Nakamura 1976. Brykia ferruginea ingår i släktet Brykia och familjen tandspinnare. Inga underarter finns listade i Catalogue of Life.